# Marc Robelin
Pour les articles homonymes, voir Robelin.
Marc Robelin (15?? - 1659) est un architecte et contrôleur des bâtiments du roi, doyen des maîtres maçons parisiens.
Il appartient à une famille de maîtres maçons parisiens dont on connaît Jonas Robelin, Adam Robelin, Jacques Robelin, Pierre Robelin, François Robelin actifs sous Henri IV et Louis XIII. Adam, Jacques et François  étaient les neveux de Marc Robelin .
Entre 1618 et 1622, il participe à la construction du château de Brèves, dans la Nièvre, réalisé suivant les plans de l'architecte Jacques ou Salomon de Brosse, pour François Savary de Brèves.
En 1630, il va au Havre pour achever le portail de l'église Notre-Dame avec le maître maçon de Rouen Pierre Hardouin. Au moment du départ du chantier de Marc Robelin, le portail n'était achevé que jusqu'au niveau des colonnes corinthiennes. Il a fallu attendre deux cents ans pour exécuter le fronton.
En 1655-1657, il a construit l'hôtel de Beauvais, à Paris, sur les plans d'Antoine Le Pautre,.
Il a été inhumé à l'église Saint-Germain-l'Auxerrois, le 16 janvier 1659.